# Frits Bernard
Frits Bernard   (Rotterdam, 28 d'agost de 1920 - Rotterdam, 23 de maig de 2006) va ser un psicòleg i sexòleg, precursor de l'activisme pedòfil als Països Baixos. Va publicar diverses obres científiques sobre el tema, primer sota el nom de ploma Victor Servatius, però aviat obertament amb el seu nom.
Ja a mitjan anys cinquanta del segle xx va crear l'associació Enclave Kring («cercle d'enclavament») que actuava per a la despenalització de la pedofília. A les dècades següents va esdevenir un activista prominent a l'escena internacional de la teoria de la «bona pedofília», que al seu parer, s'havia de diferenciar de la «mala pedofília», perquè la «bona» seria basada en el consentiment i el respecte. Segons el punt de vista de psicòlegs i psiquiatres actuals (2017), científicament, aquesta distinció no té cap fonament. La llei tampoc, no accepta pas que el consentiment entre un adult i un nen sigui possible. El que la llei sí que accepta són circumstàncies agreujants quan hi ha violència, intimidació o accés carnal.
Des dels Països Baixos va trobar simpatitzants a Suïssa, Alemanya, França, Bèlgica i el Regne Unit i va crear una xarxa de contactes per internacionalitzar el moviment. A Alemanya, els seus escrits van contribuir a discussions científiques vehements a la revista Sexualmedizin sobre l'edat de consentiment sexual. Inspirat per Bernard i autors alemanys com Johannes Werres i Willhart S. Schlegel, el moviment d'aleshores també va poder influir en partits polítics liberals i verds.
El 1987 apareix com a convidat especial al programa en directe de Phil Donahue a la NBC, The Phil Donahue Show, on defensa obertament la pedofília i l'activisme pedòfil, amb el suport d'un jove de 23 anys que durant la seva infància havia mantingut relacions sexuals amb adults. En una entrevista el 1988, Bernard va dir que fins aquell moment ell mateix havia tractat amb «més de mil adults pedòfils i amb aproximadament tres mil nens i adolescents que havien mantingut contactes [sexuals] amb adults».

## Obres destacades
- Servatius, Victor. Costa Brava (en neerlandès).  Enclave, 1960. Una novel·la en la qual l'autor situa l'escenari a Catalunya, on un home estableix amistat amb un noi durant la Guerra Civil.[9] Va ser traduïda a l'anglès i a l'alemany.